# Lissmasjön
Lissmasjön är en sjö i Huddinge kommun i Södermanland som ingår i Tyresåns huvudavrinningsområde. Sjön har en area på 0,194 kvadratkilometer och ligger 25 meter över havet. Sjön avvattnas av vattendraget Lissmaån.
Av sjöns ursprungliga yta återstår idag bara en tredjedel. Anledningen är flera sjösänkningar, den första skedde troligen i början av 1800-talet och den senaste genomfördes år 1917. Lissmadalgången ligger tillsammans med Lissmasjön i en cirka fyra kilometer lång sprickdal i sjöns fortsättning mot nordost. År 2000 restaurerades Lissmasjön och Lissmadalgången. Sedan 2014 ingår sjön och dalgången i det nybildade Lissmadalens naturreservat.
Lissmaleden är en vandringsled runt fågelsjön med träspångar där det är våtmark. Delar av leden går genom boskapshagar. Det finns ett fågeltorn vid Lissmasjöns östra del. Sjön håller på att växa igen, och består mestadels av vass och tuvor med lite vatten emellan, men på våren svämmar sjön över och kan återfå lite av sin forna prakt. Den ingår i Tyresåns sjösystem.

## Miljö
Lissmasjön är en grund och näringsrik fågelsjö omgiven av betesmarker. Vass kantar sjön utanför den välbetade strandmaden och kolsäv förekommer i hela sjön. Lissmasjön rinner via Lissmaån ut i sjön Drevviken, tillflöde sker bland annat genom Ådranbäcken från Ådran. Lissmadalgången är ett varierande odlingslandskap med strandbete, fuktbetesmarker, åkerholmar, åkermarker och öppna diken. De omgivande skogspartierna har ett stort inslag av ek och hassel. Åkermarkerna utgörs främst av slåtter- och/eller betesvallar.

## Djurliv
Lissmasjön har mycket höga värden för fågellivet med en rad ovanliga häckfåglar, både i och kring sjön och längs Lissmaån med de betade fuktängarna. Förekomsten av den rödlistade sydliga gulärlan är jämte Ågestasjön länets största. Här finns bland annat också en för länet stor skrattmåskoloni.
Vanligt förekommande fåglar i och vid sjön är skrattmås, sothöna, tofsvipa, ängspiplärka, kanadagås, brunand, kricka, enkelbeckasin, gräsand, knipa, steglits, stare, sädesärla, ormvråk, kattuggla, björktrast, koltrast, taltrast och rödvingetrast. Mer ovanliga fåglar som regelbundet förekommer vid sjön är rödbena, vattenrall, rörhöna, sydlig gulärla, skogssnäppa, näktergal, skedand, årta, bläsand, lärkfalk, trana, sångsvan, törnskata, stenskvätta, buskskvätta, bivråk, gök och dubbeltrast. Ovanliga fåglar som ibland gästar sjön och dess omgivningar är havsörn, brun glada, blåhake, lappsparv, stenfalk, blå kärrhök, ljungpipare och gransångare.

## Bilder

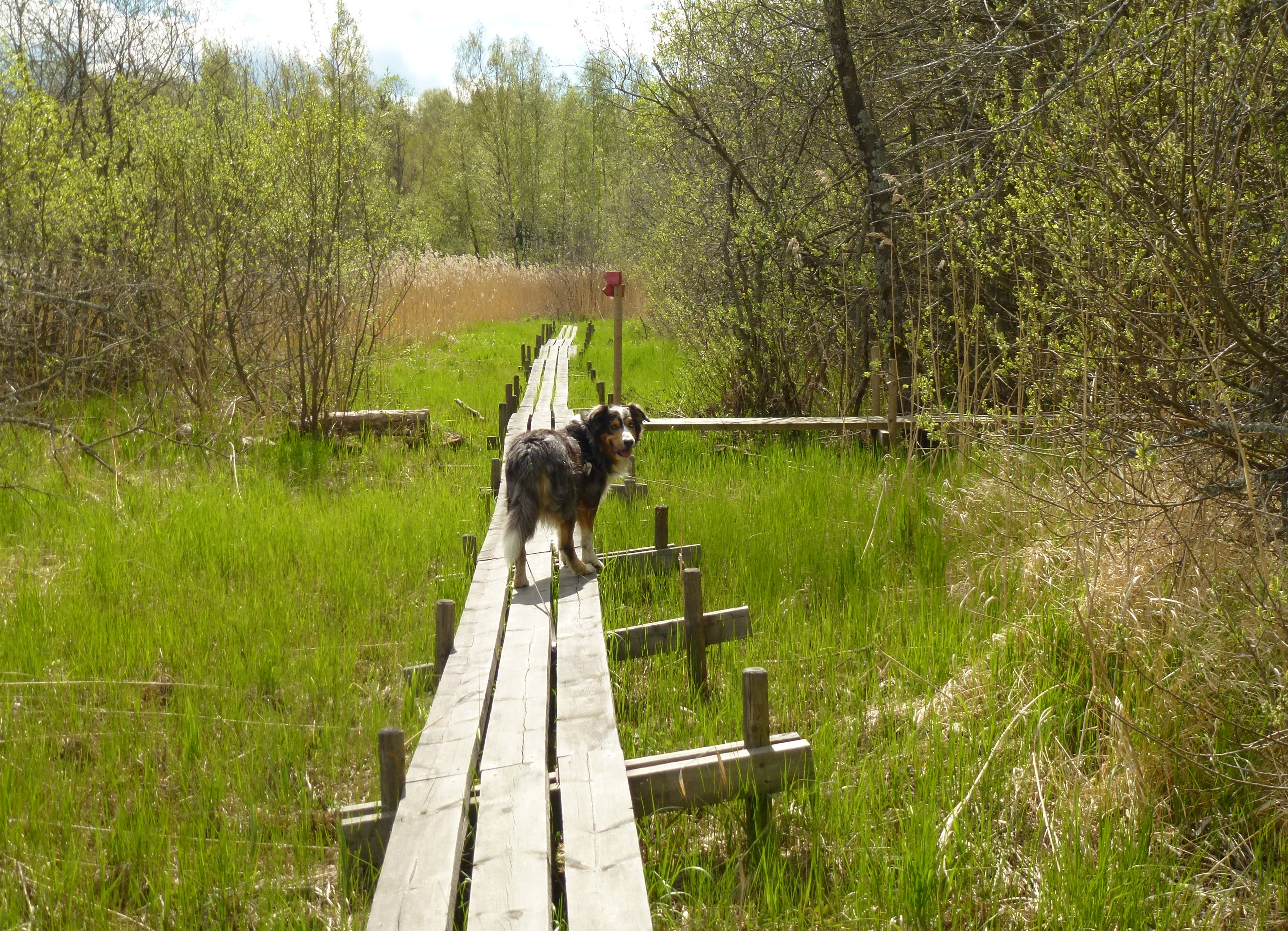
Promenad på träspångar
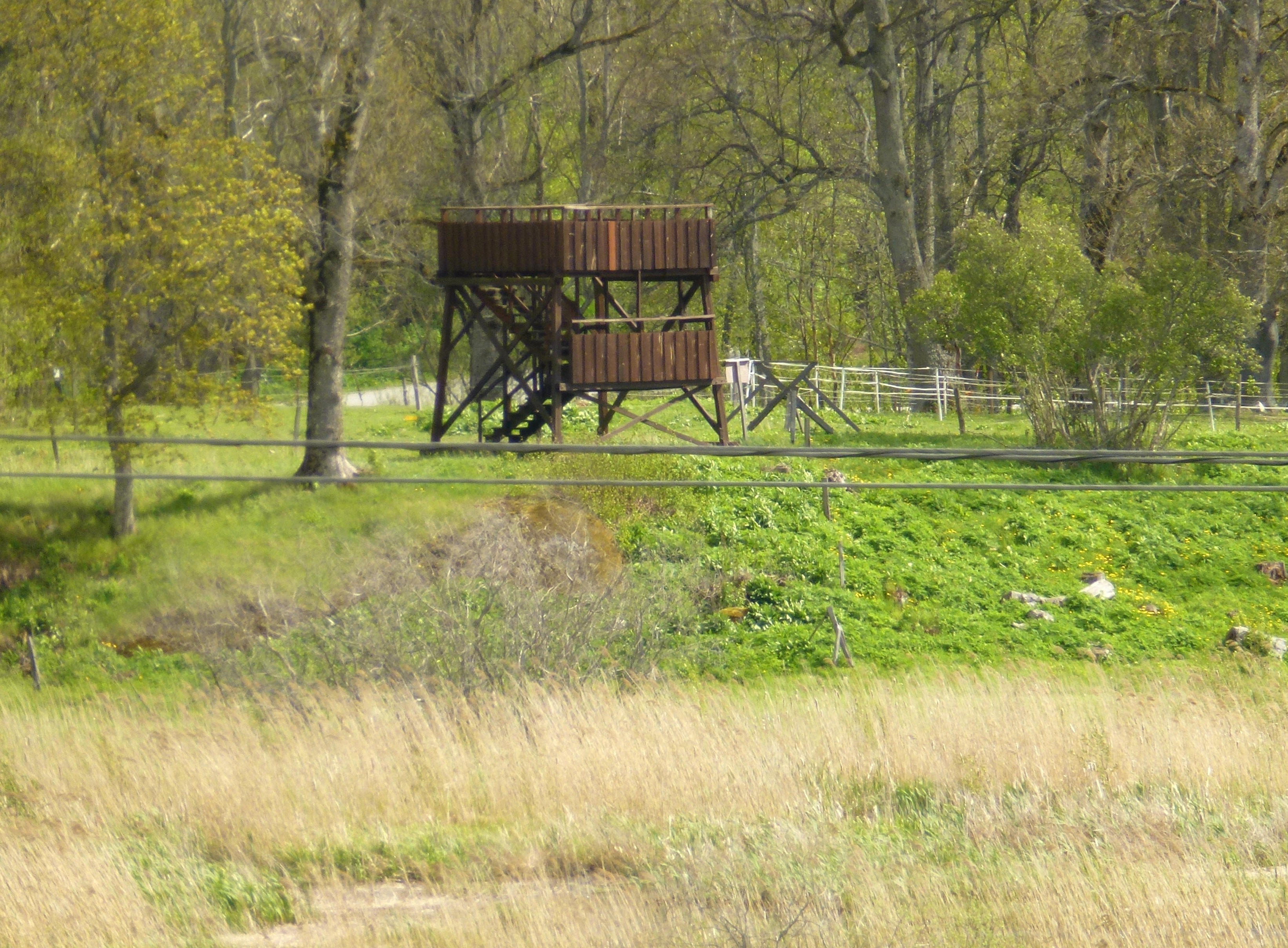
Fågeltornet
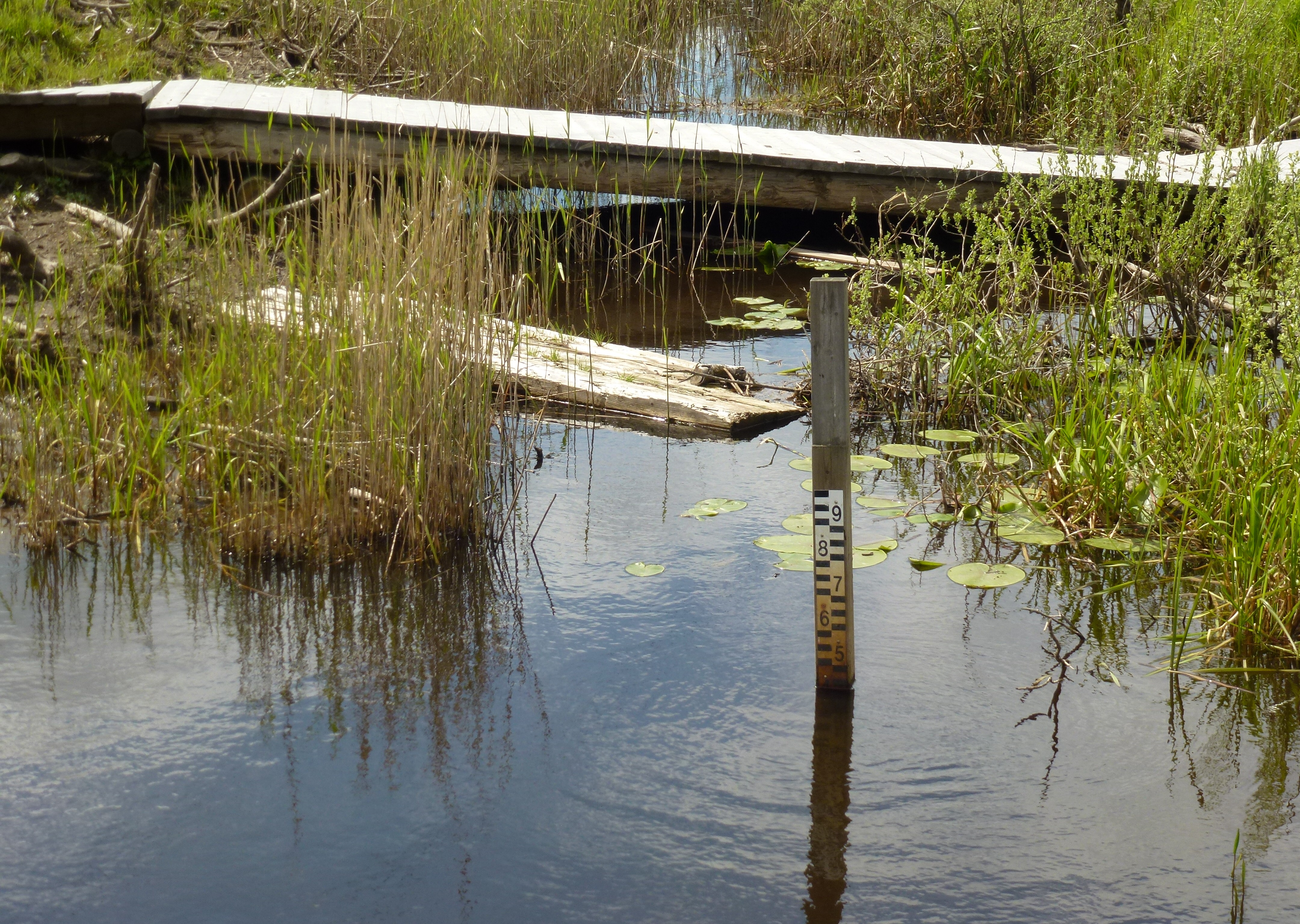
Lissmasjön övergår i Lissmaån

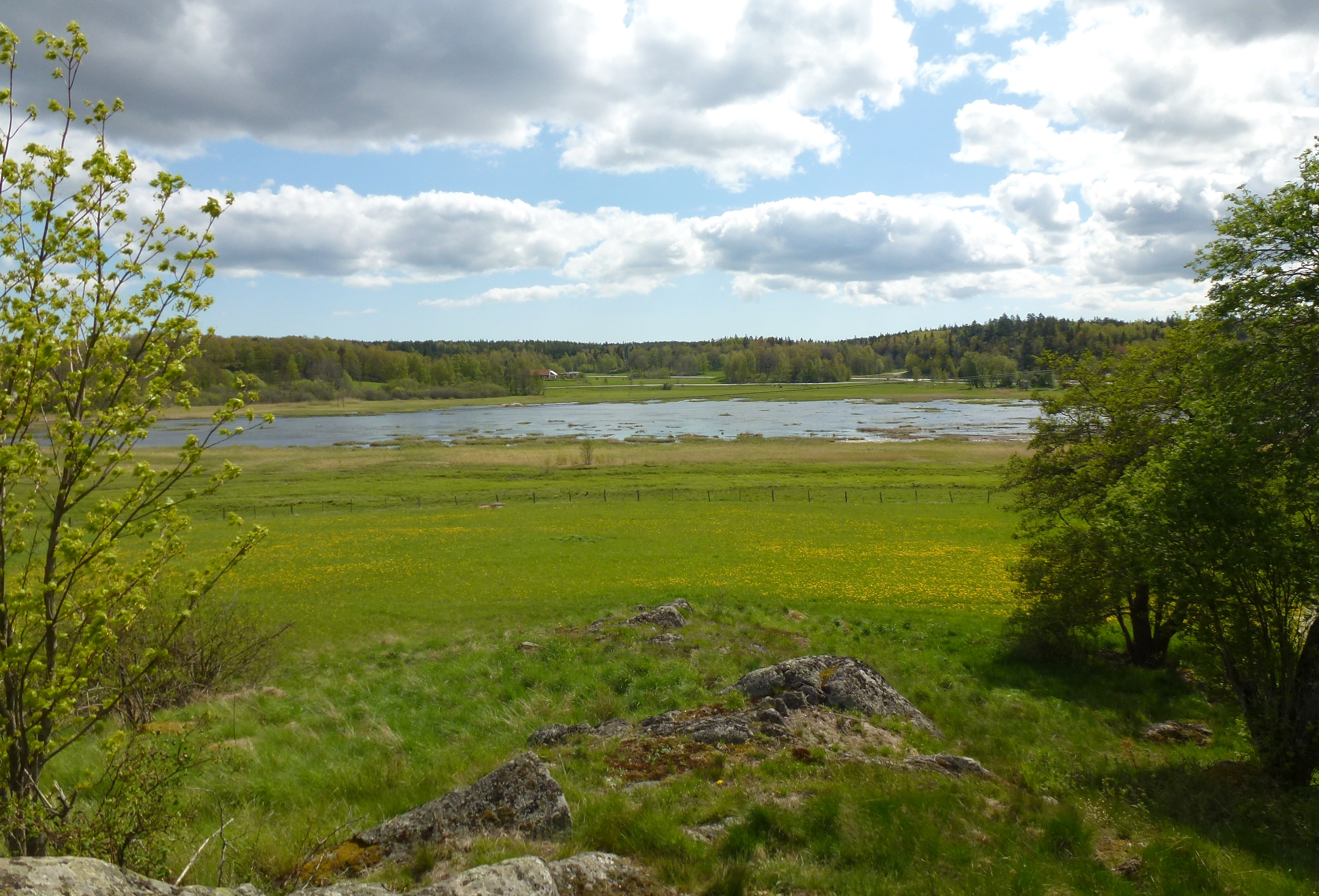
Lissmasjön
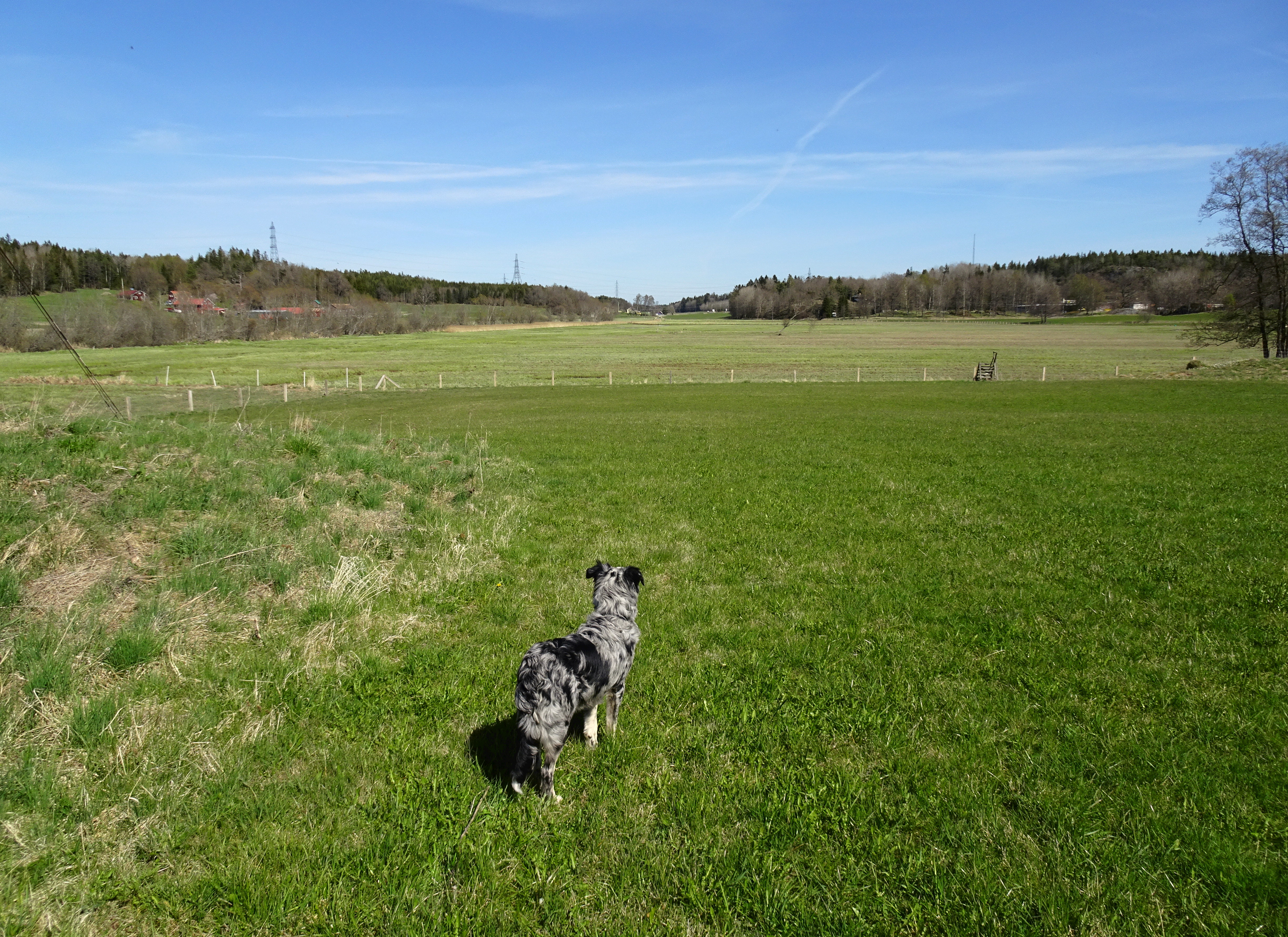
Lissmadalgången
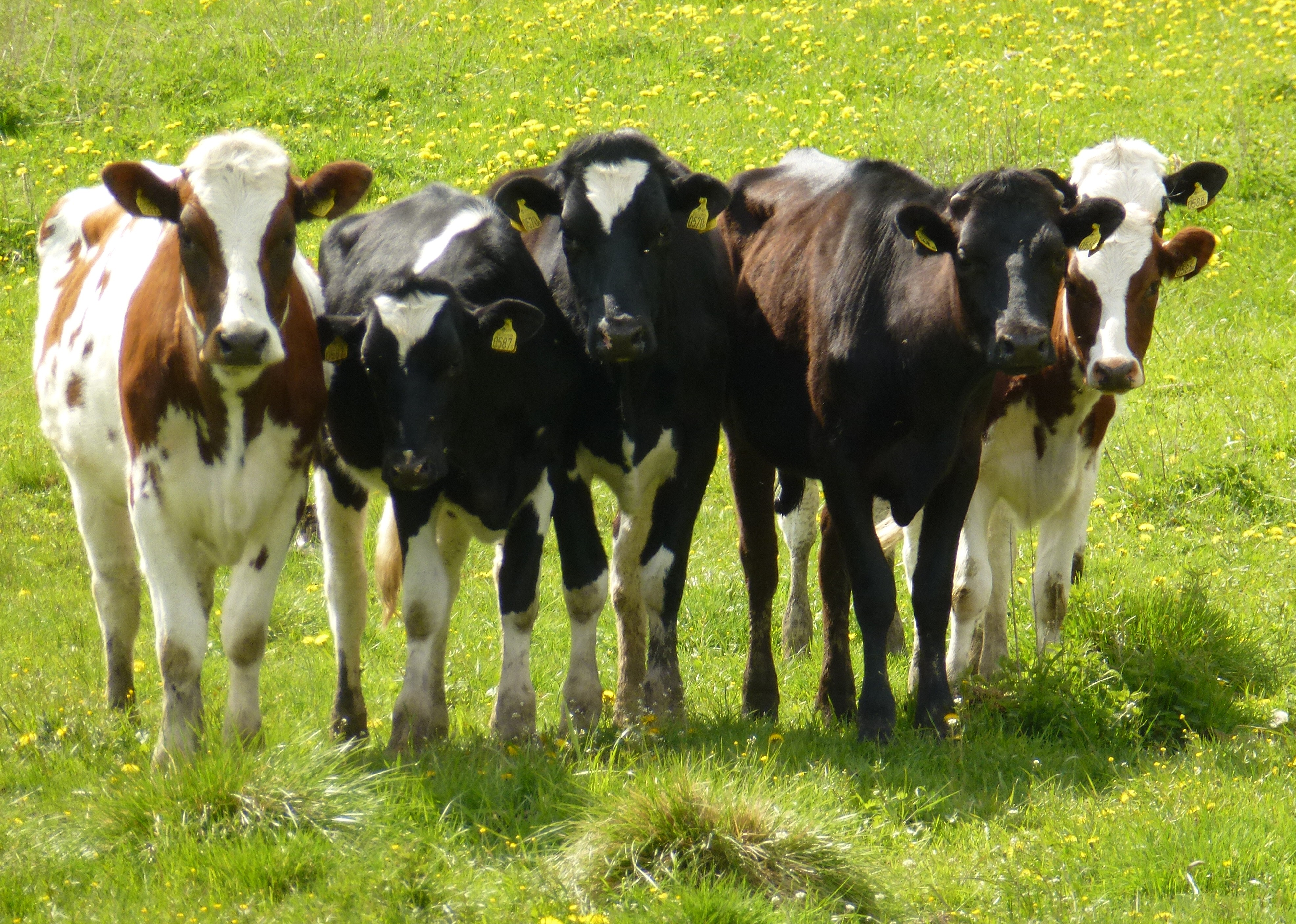
Kalvmöte

## Omgivning
Söder om Lissmasjön, där väg 259 (Haningeleden) passerar, ligger Granby koloniområde samt Paradisets naturreservat. I reservatet finns torpet Paradiset samt flera sjöar, bland annat Trehörningen, Ådran och Ormputten. Dessa sjöars vatten rinner via små åar till Lissmasjön. (Även Långsjön lämnar en del av sitt vatten till Lissmasjön, via Trehörningen och Ådran, men en del rinner till sjön Öran istället och sedan via Vitsån till Östersjön, med utlopp vid Årsta havsbad.)
Den som stiger av bussen vid Lissma skola, kan vandra i Lissma friluftsomåde - Paradisets naturreservat, bland annat till torpet Paradiset och Tornberget.

## Lissmadalens naturreservat
År 2014 beslöt Huddinge kommun att inrätta Lissmadalens naturreservat. I reservatet ingår förutom Lissmasjön och dalgången österut även landskapet norr om sjön. Arealen är på 186 hektar, därav 164 hektar land. Markägare är kommunen och privata fastighetsägare, naturvårdsförvaltare är Huddinge kommun. Syftet med reservatet är bland annat "att bevara områdets värden för den biologiska mångfalden och det rörliga friluftslivet. Sjön, våtmarkerna, vattendragen, bäckarna, skogsmarken, betesmarkerna och slåttermarkerna inom reservatet ska vårdas och skyddas. Även dalgångens kulturmiljövärden, öppna karaktär och landskapsrum ska vårdas och bevaras".

## Delavrinningsområde
Lissmasjön ingår i delavrinningsområde (656307-162850) som SMHI kallar för Ovan 656414-162969. Medelhöjden är 52 meter över havet och ytan är 7,19 kvadratkilometer. Det finns ett avrinningsområde uppströms, och räknas det in blir den ackumulerade arean 14,42 kvadratkilometer. Lissmaån som avvattnar avrinningsområdet har biflödesordning 2, vilket innebär att vattnet flödar genom totalt 2 vattendrag innan det når havet efter 16 kilometer. Avrinningsområdet består mestadels av skog (65 procent) och jordbruk (12 procent). Avrinningsområdet har 0,32 kvadratkilometer vattenytor vilket ger det en sjöprocent på 1,7 procent. Bebyggelsen i området täcker en yta av 2,28 kvadratkilometer eller 12 procent av avrinningsområdet.